# Jesper Kristensen
Jesper Kristensen (ur. 9 października 1971 w Esbjergu) – duński piłkarz występujący na pozycji pomocnika.

## Kariera klubowa
Kristensen zawodową karierę rozpoczynał w 1990 roku w Esbjergu. W 1991 roku trafił do Brøndby. W 1994 roku zdobył z klubem Puchar Danii, a w 1995 roku wywalczył z nim wicemistrzostwo Danii. W tym samym roku zakończył karierę z powodu kontuzji.

## Kariera reprezentacyjna
Kristensen grał w kadrze Danii U-19 oraz U-21. W pierwszej reprezentacji Danii zadebiutował 20 kwietnia 1994 roku w wygranym 3:1 towarzyskim meczu z Węgrami.
W 1995 roku został powołany do kadry na Puchar Konfederacji. Zagrał na nim w pojedynkach z Arabią Saudyjską (2:0), Meksykiem (1:1) oraz Argentyną (2:0). Dania została natomiast triumfatorem tamtego turnieju. W latach 1994–1995 w drużynie narodowej Kristensen rozegrał w sumie 4 spotkania.